# Cunaxa cogonae
Cunaxa cogonae är en spindeldjursart som beskrevs av Corpuz-Raros och Mauricio Garcia 1995. Cunaxa cogonae ingår i släktet Cunaxa och familjen Cunaxidae. Inga underarter finns listade i Catalogue of Life.